# Casali (Morfasso)
Casali (I Casé in dialetto locale e ligure) è una frazione del comune italiano di Morfasso, in provincia di Piacenza, nell'alta val d'Arda.

## Geografia fisica
Sorge sulle pendici del monte Carameto, a 875 m s.l.m. sulla sponda destra del torrente Arda nei pressi del confine orientale del comune, oltrepassato il quale inizia la provincia di Parma. 
Dista 8 km dal capoluogo comunale, 13 km da Bardi e 5 km da Bore. 
L’abitato è costituito da tre nuclei distinti: Ca’ del Rajo a nord, Poggiolo a sud, e Le Corti in posizione mediana. Le frazioni limitrofe sono Case Nuove, Barbonaga, Pianazzo di Casali e Pellizzone.
I dintorni del paese sono particolarmente interessanti dal punto di vista naturalistico e paesaggistico, e per questo, sono attraversati da numerosi sentieri utilizzati per escursioni di trekking, mountain bike e motocross.
Nei pressi della canonica del paese partono due itinerari: il sentiero A9 Anello dei Casali e l’Archeosentiero S3 Rocca dei Casali.
Sono, inoltre, facilmente raggiungibili il sentiero del crinale della valle, il percorso AVC (Alta Val Ceno) e il percorso Giovanni Lo Slavo che tocca diversi luoghi significativi della resistenza piacentina nonché il relativo museo.

## Storia
Le campagne archeologiche condotte nel XX secolo hanno attestato la presenza umana nei pressi della Rocca di Casali sin dall’età del bronzo, grazie al rinvenimento di punte di freccia, oltre a resti di fortificazioni e sepolture legate al popolo dei Liguri, che abitava queste terre prima della conquista romana del III sec a.C.
Non si hanno, però, notizie storiche del paese sino all’epoca moderna, anche se è documentata nei pressi del passo del Pellizzone l’esistenza di una chiesa e convento dedicati a Santa Maria tra il IX e il XV secolo, con funzioni ospitaliere per i pellegrini che si recavano a Roma attraverso un itinerario alternativo della via Francigena, e di cui restano solo poche rovine. 
Risalgono, invece, al XVI secolo i primi documenti che attestano la presenza del nucleo di Casali e dei suoi omonimi abitanti.
La tradizione popolare racconta di una fondazione leggendaria del borgo, ad opera di tre fratelli briganti (o di un nobile a seconda delle versioni), fuggiti dal bolognese e che avrebbero trovato qui rifugio, costruendo il villaggio che ancora porta il loro nome. 
L’isolamento venne interrotto nell'Ottocento, durante il governo di Maria Luigia d'Austria, grazie alla costruzione della strada, detta stradone di Genova, che collegava il Ducato di Parma con Genova, e che allora attraversava il paese.
L’economia del luogo era basata prevalentemente sull’attività agricola e forestale con allevamento a dimensione familiare e per l’autosostentamento.
Nel corso dei secoli l'abitato crebbe sino a raggiungere i circa 600 abitanti, diventando il terzo centro più popoloso del comune: la crescita della popolazione fu l'origine dell'elevazione della chiesa a parrocchia indipendente, avvenuta nel 1914.
A partire dai primi del Novecento Casali, come molti altri centri della valle, fu oggetto di un significativo fenomeno di emigrazione, avvenuto in due ondate: la prima, avvenuta all’inizio del secolo, fu prevalentemente diretta verso gli Stati Uniti, mentre la seconda, avvenuta a partire dal secondo dopoguerra, ebbe come destinazioni principali i paesi del nord Europa come Francia e Regno Unito e, in misura minore, altre città italiane. A questo si deve il radicale spopolamento del borgo la cui popolazione si è ridotta nel giro di un secolo a poche decine di abitanti, e la forte contrazione dell'attività agricola e dell'allevamento, con conseguente abbandono dei terreni.
Tra gli emigrati trasferitisi a Londra, si annovera anche il padre del premio oscar John Casali.
Durante la seconda guerra mondiale, nell'ambito della resistenza partigiana, la zona, così come buona parte delle zone appenniniche della provincia di Piacenza, fu teatro di scontri tra le formazioni partigiane e li eserciti tedesco e repubblichino. In questo contesto, il 5 dicembre del 1944 avvenne l'episodio ricordato come lo scoppio del Pellizzone, nel quale un deposito di munizioni partigiano situato nei pressi del valico e abbandonato da parte delle forze ribelli guidate da Giovanni Lo Slavo esplose, forse a causa dell'incauto accesso di persone inesperte a maneggiare armi che si erano avvicinate al deposito per recuperare parte del materiale abbandonato, provocando la morte di alcuni civili, tra cui anche un bambino e alcuni residenti di Casali. La lotta partigiana di Casali, così come di tutto il territorio morfassino e provinciale, è ricordata dal vicino museo della Resistenza piacentina, situato a Sperongia, nel fondovalle.

## Monumenti e luoghi d'interesse
Chiesa di Santa Maria NascenteCompletata nel 1765, in ampliamento di un preesistente oratorio risalente alla metà del XVII secolo, presenta una facciata a capanna in stile barocco, scandita da quattro lesene e divisa in due livelli da un cornicione intermedio. L'accesso all'interno avviene tramite un unico portale ligneo intagliato sormontato da una finestra coronata da un timpano mistilineo. Inizialmente sormontata da una veletta, la chiesa è affiancata da un campanile edificato nel 1966 in stile neogotico, con grandi bifore ogivali e coronato da una cella con un concerto a carillon di 7 campane. L'interno presenta una navata coperta da una volta a botte unghiata, affiancata da tre cappelle sul lato sinistro, edificate negli ultimi anni del XIX secolo, ed è ornato da alcuni affreschi di datazione incerta. La chiesa ha ospitato per alcuni decenni la statua della Madonna nera del Pellizzone. Rinvenuta negli anni '50 da parte di don Achille Sgorbati, parroco locale, in una cascina, venne riconosciuta quale significativa opera lignea del XIII secolo, forse venerata nella perduta chiesa di Santa Maria situata nei pressi dell’antico ospitale del Pelizzone. Fu nominata nel 1958 protettrice della valle, tuttavia nel dicembre del 1979 venne trafugata senza mai essere ritrovata in seguito. In sostituzione dell'originale è stata collocata all'interno della chiesa una copia.
Rocca di CasaliCima alta 871 m s.l.m. situata a nord della frazione e costituita dalla sommità di una falesia calcarea, un'unicità del tratto appenninico emiliano occidentale, da cui si gode un’ampia vista panoramica sull’alta val d'Arda. Sulla cima sorgono le rovine, scarsamente visibili, di un castelliere di fondazione pre-romana, eretto dai Liguri e utilizzato successivamente anche dai Longobardi durante la guerra con i bizantini per il dominio della zona. La Rocca fu oggetto nel biennio 1954-55 di scavi archeologici condotti dal professor Monaco, dal signor Marenghi e da don Sgorbati. Poco più a valle si trova un secondo pinnacolo, denominato il Magnano, su cui nel 1995 venne rinvenuta una serie di gradini intagliati nella roccia, forse i resti di una antichissima area destinata a riti sacri. Sulla falesia sono tracciate 36 vie per arrampicata caratterizzate da vari livelli di difficoltà.
Lago dei LupiSorge non lontano dal paese, nei pressi dell'omonima sorgente ed è di origine glaciale. Presenta una caratteristica forma a cuore e vi crescono alcune ninfee. Nei pressi del lago sorge uno stabilimento abbandonato per l’imbottigliamento dell’acqua oligominerale che utilizzava l'acqua proveniente dalla stessa fonte che alimenta il lago; inaugurato nel marzo 2008, e con una capacità produttiva giornaliera di 8 000 bottiglie, è stato chiuso entro il 2011.
Passo del PellizzoneA 5 km dal paese si trova il passo del Pellizzone, valico posto a un'altitudine di 1029 m s.l.m., che mette in comunicazione la val d'Arda con la val Ceno. Dal valico si dipartono due sentieri: uno che prosegue verso est raggiungendo la vetta del monte Carameto (1318 m s.l.m.), e l’altro che, in direzione ovest percorre tutto il crinale che racchiude la valle. Lungo la ex strada statale, nei pressi del passo, sono ancora visibili i resti di una sciovia, attiva fino al 1970, quando la zona era divenuta meta di turismo invernale.

## Cultura

### Eventi
A partire dal 1980, il 15 agosto di ogni anno si disputa nella frazione la marcia dei Casali, competizione amatoriale il cui percorso si snoda lungo i sentieri della valle con percorsi da 5, 10 e 20 km. La manifestazione si svolge in contemporanea con l’Ecomaratona della Val d’Arda, maratona di 42 km e 2000 m di dislivello positivo che prevede la partenza dal capoluogo comunale e l'arrivo a Casali.

## Infrastrutture e trasporti
Il paese sorge nei pressi della ex strada statale 359 di Salsomaggiore e Bardi, che transita nella vicina località di Pianazzo di Casali.
Il centro abitato è inoltre attraversato dalla strada provinciale 66 di Casali e collegato al capoluogo comunale grazie alla strada provinciale 15 bis di Prato Barbieri – Morfasso.
Il paese è servito dalla linea di trasporti pubblici interurbana E48 Pianazzo Casali – Piacenza operata da SETA.